# Radlice (Praag)

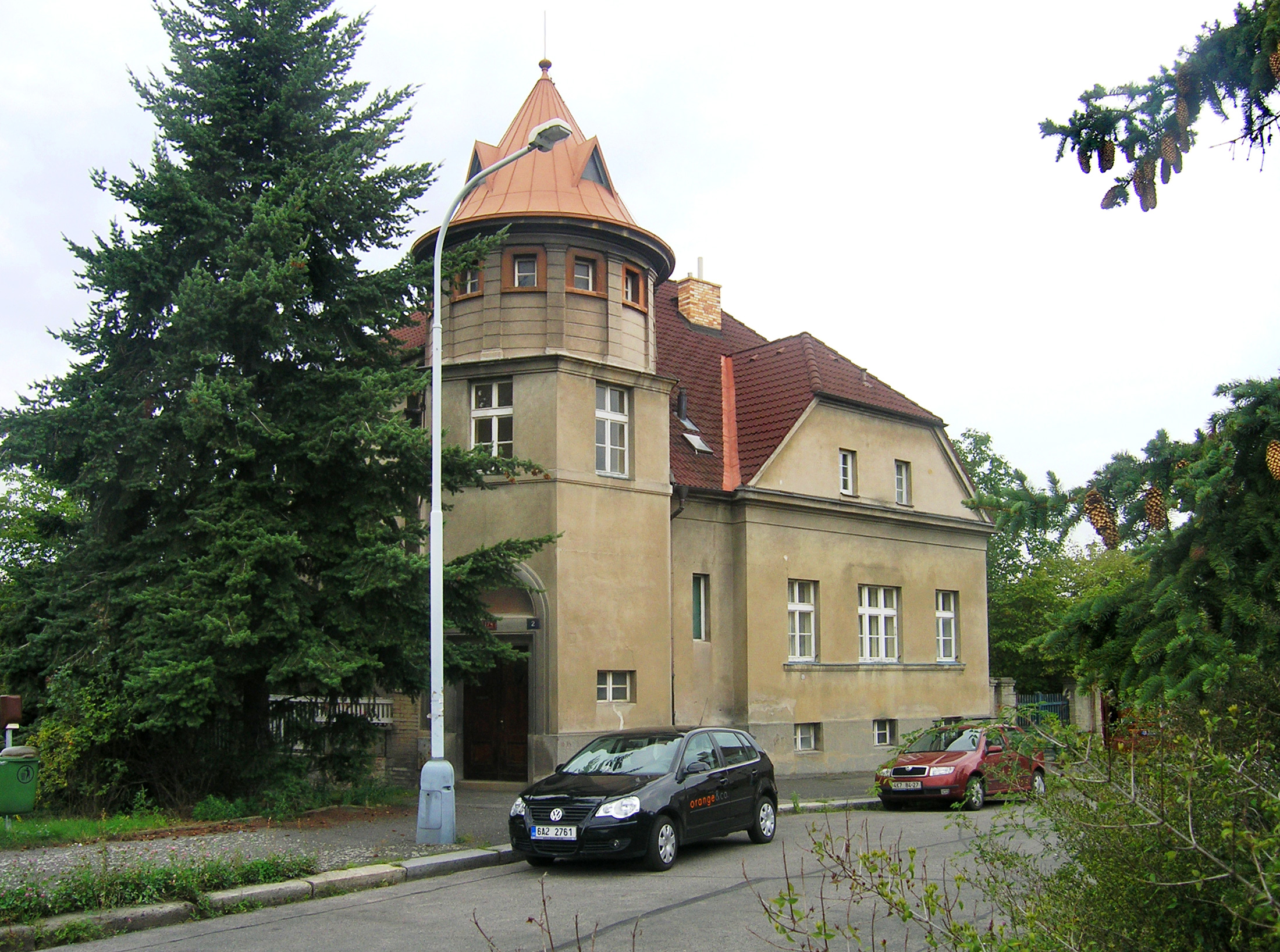
Huis in Radlice.

Radlice is een wijk van de Tsjechische hoofdstad Praag. Vroeger was het een klein dorp, maar in het jaar 1922 werd het onderdeel van de gemeente Praag. Nu is de wijk onderdeel van het gemeentelijk district Praag 5 en heeft het 1.676 inwoners (2006). Radlice is een open, groene wijk met veel laagbouw.